# René Sommerfeldt
René Sommerfeldt (ur. 2 października 1974 r. w Zittau) – niemiecki biegacz narciarski, dwukrotny medalista olimpijski, trzykrotny medalista mistrzostw świata, zwycięzca klasyfikacji generalnej Pucharu Świata.

## Kariera
Na igrzyskach olimpijskich zadebiutował w 1998 r. podczas igrzysk w Nagano. Jego najlepszym indywidualnym wynikiem było tam 26. miejsce w biegu na 50 km techniką dowolną. Cztery lata później, na igrzyskach w Salt Lake City zdobył wraz z Jensem Filbrichem, Andreasem Schlütterem i Tobiasem Angererem brązowy medal w sztafecie 4 × 10 km. Był też między innymi dziesiąty w biegu łączonym na 20 km co pozostaje jego najlepszym olimpijskim osiągnięciem indywidualnym. Na igrzyskach olimpijskich w Turynie plasował się w drugiej dziesiątce, jednak w sztafecie 4 × 10 km wywalczył razem ze Schlütterem, Filbrichem i Angererem srebrny medal. Startował także na igrzyskach olimpijskich w Vancouver zajmował jednak odległe pozycje.
Jego pierwszymi mistrzostwami świata były rozgrywane w 1997 r. mistrzostwa w Trondheim. Jednak podobnie jak na mistrzostwach świata w Ramsau w 1999 r. Sommerfeldt ani razu nie pojawił się w pierwszej dwudziestce zawodów. Mistrzostwa świata w Lahti były najbardziej udanymi w jego karierze. Zdobył tam srebrny medal w biegu na 50 km techniką dowolną przegrywając jedynie z reprezentantem Hiszpanii Johannem Mühleggiem. Na tych samych mistrzostwach zdobył także brązowy medal w sztafecie 4 × 10 km razem z Filbrichem, Schlütterem i Ronem Spanuthem. Dwa lata później, na mistrzostwach w Val di Fiemme niemiecka sztafeta z Sommerfeldtem w składzie wywalczyła srebrny medal. Podczas mistrzostw w Oberstdorfie i mistrzostw w Sapporo René nie zdołał zająć miejsca w czołowej dziesiątce w żadnym z biegów, w których startował. Jego ostatnimi mistrzostwami były mistrzostwa rozgrywane w Libercu w 2009 r., gdzie jego najlepszym wynikiem było 6. miejsce w biegu na 50 km stylem dowolnym.
Najlepsze wyniki w Pucharze Świata osiągnął w sezonie 2003/2004, kiedy to triumfował w klasyfikacji generalnej oraz w klasyfikacji biegów dystansowych. Ponadto w sezonie 2007/2008 zajął drugie miejsce w klasyfikacji generalnej, a w klasyfikacji dystansów zajął trzecie miejsce. Również w sezonie 2002/2003 zajął drugie miejsce w klasyfikacji generalnej. Ponadto zwyciężył w biegu na 50 km podczas zawodów Holmenkollen ski festival w 2004 r. Zajął także drugie miejsce w drugiej edycji Tour de Ski.

## Osiągnięcia

### Igrzyska olimpijskie
| Miejsce | Dzień     | Rok  | Miejscowość    | Konkurencja             | Czas biegu | Strata   | Zwycięzca                   |
| ------- | --------- | ---- | -------------- | ----------------------- | ---------- | -------- | --------------------------- |
| 38.     | 12 lutego | 1998 | Nagano         | 10 km stylem klasycznym | 27:24,5    | +2:28,0  | Bjørn Dæhlie                |
| 29.     | 14 lutego | 1998 | Nagano         | 10 km + 15 km pościgowy | 1:07:01,7  | +4:11,8  | Thomas Alsgaard             |
| 8.      | 17 lutego | 1998 | Nagano         | Sztafeta 4 × 10 km      | 1:40:55,7  | +2:20,4  | Norwegia                    |
| 26.     | 22 lutego | 1998 | Nagano         | 50 km stylem dowolnym   | 2:05:08,2  | +11:11,7 | Bjørn Dæhlie                |
| 16.     | 9 lutego  | 2002 | Salt Lake City | 30 km stylem dowolnym   | 1:11:31,0  | +2:24,8  | Christian Hoffmann          |
| 10.     | 14 lutego | 2002 | Salt Lake City | 2 × 10 km łączony       | 49:48,9    | +33,8    | Thomas Alsgaard Frode Estil |
| 3.      | 17 lutego | 2002 | Salt Lake City | Sztafeta 4 × 10 km      | 1:32:45,5  | +49,0    | Norwegia                    |
| 19.     | 19 lutego | 2002 | Salt Lake City | Sprint stylem dowolnym  | 2:56,9     | -        | Tor Arne Hetland            |
| DNF     | 12 lutego | 2006 | Turyn          | 2 × 15 km łączony       | 1:17:00,8  | -        | Jewgienij Diemientjew       |
| 11.     | 17 lutego | 2006 | Turyn          | 15 km stylem klasycznym | 38:01,3    | +1:15,9  | Andrus Veerpalu             |
| 2.      | 19 lutego | 2006 | Turyn          | Sztafeta 4 × 10 km      | 1:43:45,7  | +15,7    | Włochy                      |
| 36.     | 26 lutego | 2006 | Turyn          | 50 km stylem dowolnym   | 2:06:11,8  | +1:51,2  | Giorgio Di Centa            |
| 36.     | 15 lutego | 2010 | Vancouver      | 15 km stylem dowolnym   | 33:36,3    | +1:55,0  | Dario Cologna               |
| 21.     | 20 lutego | 2010 | Vancouver      | 2 × 15 km bieg łączony  | 1:15:11,4  | +2:00,5  | Marcus Hellner              |
| 6.      | 24 lutego | 2010 | Vancouver      | Sztafeta 4 × 10 km      | 1:45:05,4  | +44,0    | Szwecja                     |
| 21.     | 28 lutego | 2010 | Vancouver      | 50 km stylem klasycznym | 2:05:35,5  | +1:17,0  | Petter Northug              |

### Mistrzostwa świata
| Miejsce | Dzień     | Rok  | Miejscowość   | Konkurencja             | Czas biegu | Strata  | Zwycięzca             |
| ------- | --------- | ---- | ------------- | ----------------------- | ---------- | ------- | --------------------- |
| 37.     | 24 lutego | 1997 | Trondheim     | 10 km stylem klasycznym | 23:41,8    | +2:20,3 | Bjørn Dæhlie          |
| 27.     | 25 lutego | 1997 | Trondheim     | 10+15 km łączony        | 1:00:11,1  | +4:16,7 | Bjørn Dæhlie          |
| 6.      | 28 lutego | 1997 | Trondheim     | Sztafeta 4 × 10 km      | 1:37:06,1  | +3:37,1 | Norwegia              |
| 41.     | 19 lutego | 1999 | Ramsau        | 30 km stylem dowolnym   | 1:15:26,2  | +7:42,8 | Mika Myllylä          |
| 44.     | 22 lutego | 1999 | Ramsau        | 10 km stylem klasycznym | 24:19,2    | +2:14,6 | Mika Myllylä          |
| 40.     | 23 lutego | 1999 | Ramsau        | 10 km + 15 km pościgowy | 1:05:54,9  | +3:43,3 | Thomas Alsgaard       |
| 34.     | 17 lutego | 2001 | Lahti         | 2 × 10 km łączony       | 47:15,5    | +2:21,0 | Per Elofsson          |
| 8.      | 21 lutego | 2001 | Lahti         | Sprint stylem dowolnym  | 3:14,1     | -       | Tor Arne Hetland      |
| 3.      | 22 lutego | 2001 | Lahti         | Sztafeta 4 × 10 km      | 1:36:42,5  | +48,0   | Norwegia              |
| 2.      | 25 lutego | 2001 | Lahti         | 50 km stylem dowolnym   | 2:05:27,2  | +1:56,2 | Johann Mühlegg        |
| 18.     | 23 lutego | 2003 | Val di Fiemme | 2 × 10 km łączony       | 47:42,3    | +11,3   | Per Elofsson          |
| 2.      | 25 lutego | 2003 | Val di Fiemme | Sztafeta 4 × 10 km      | 1:31:56,4  | +0,2    | Norwegia              |
| 19.     | 26 lutego | 2003 | Val di Fiemme | Sprint stylem dowolnym  | 3:12,1     | -       | Thobias Fredriksson   |
| 23.     | 1 marca   | 2003 | Val di Fiemme | 50 km stylem dowolnym   | 1:54:25,3  | +3:44,9 | Martin Koukal         |
| 34.     | 17 lutego | 2005 | Oberstdorf    | 15 km stylem dowolnym   | 34:49,7    | +1:43,7 | Pietro Piller Cottrer |
| 28.     | 20 lutego | 2005 | Oberstdorf    | 2 × 15 km łączony       | 1:19:20,5  | +2:40,3 | Vincent Vittoz        |
| 13.     | 24 lutego | 2007 | Sapporo       | 2 × 15 km łączony       | 1:11:35,8  | +18,7   | Axel Teichmann        |
| 19.     | 24 lutego | 2007 | Sapporo       | 15 km stylem dowolnym   | 35:50,0    | +1:56,2 | Lars Berger           |
| 15.     | 4 marca   | 2007 | Sapporo       | 50 km stylem klasycznym | 2:20:12,6  | +2:47,4 | Odd-Bjørn Hjelmeset   |
| 31.     | 22 lutego | 2009 | Liberec       | 2 × 15 km łączony       | 1:15:52,4  | +1:22,1 | Petter Northug        |
| 6.      | 1 marca   | 2009 | Liberec       | 50 km stylem dowolnym   | 1:59:38,1  | +7,5    | Petter Northug        |

### Puchar Świata

#### Miejsca w klasyfikacji generalnej
- sezon 1995/1996: 43.
- sezon 1996/1997: 40.
- sezon 1997/1998: 46.
- sezon 1998/1999: -
- sezon 1999/2000: 13.
- sezon 2000/2001: 6.
- sezon 2001/2002: 36.
- sezon 2002/2003: 2.
- sezon 2003/2004: 1.
- sezon 2004/2005: 5.
- sezon 2005/2006: 17.
- sezon 2006/2007: 17.
- sezon 2007/2008: 2.
- sezon 2008/2009: 61.
- sezon 2009/2010: 12.

#### Miejsca na podium chronologicznie
| Nr  | Dzień        | Rok  | Miejscowość    | Konkurencja             | Czas biegu  | Pozycja | Strata      | Zwycięzca           |
| --- | ------------ | ---- | -------------- | ----------------------- | ----------- | ------- | ----------- | ------------------- |
| 1.  | 16 lutego    | 2000 | Ulrichen       | 10 km stylem dowolnym   | 23:47.7 min | 3       | +20.2 s     | Jari Isometsä       |
| 2.  | 10 stycznia  | 2001 | Soldier Hollow | Sprint stylem dowolnym  | 1:11:12.7 h | 3       | +1:12.8 min | Johann Mühlegg      |
| 3.  | 11 grudnia   | 2002 | Clusone        | Sprint stylem dowolnym  | -           | 2       | -           | Tor Arne Hetland    |
| 4.  | 4 stycznia   | 2003 | Kawgołowo      | 10 km stylem dowolnym   | 24:05.9 min | 1       | -           | -                   |
| 5.  | 30 listopada | 2003 | Ruka           | 15 km stylem dowolnym   | 1:15:52.8 h | 3       | +1.4 s      | Axel Teichmann      |
| 6.  | 6 grudnia    | 2003 | Dobbiaco       | 30 km stylem dowolnym   | 1:09:51.5 h | 2       | +0.6 s      | Mathias Fredriksson |
| 7.  | 20 grudnia   | 2003 | Ramsau         | 30 km łączony           | 1:21:52.4 h | 2       | +0.6 s      | Mathias Fredriksson |
| 8.  | 6 stycznia   | 2004 | Falun          | 30 km łączony           | 1:19:01.8 h | 3       | +0.6 s      | Tobias Angerer      |
| 9.  | 13 lutego    | 2004 | Oberstdorf     | 30 km łączony           | 1:16:02.9 h | 1       | -           | -                   |
| 10. | 28 lutego    | 2004 | Oslo           | 50 km stylem dowolnym   | 2:04:41.8 h | 1       | -           | -                   |
| 11. | 14 marca     | 2004 | Pragelato      | 30 km stylem dowolnym   | 1:07:32.8 h | 2       | +19.1 s     | Christian Hoffmann  |
| 12. | 20 listopada | 2004 | Gällivare      | 15 km stylem klasycznym | 37:40.7 min | 2       | +36.8 s     | Axel Teichmann      |
| 13. | 28 listopada | 2004 | Ruka           | 15 km stylem klasycznym | 37:33.2 min | 3       | +27.1 s     | Axel Teichmann      |
| 14. | 21 stycznia  | 2006 | Oberstdorf     | 30 km łączony           | 1:14:09.7 h | 3       | +15.2 s     | Tobias Angerer      |
| 15. | 6 stycznia   | 2008 | Tour de Ski    | 102 km                  | 3:38:07.4 h | 2       | +2:47.3 min | Lukáš Bauer         |
| 16. | 25 stycznia  | 2008 | Canmore        | 15 km stylem dowolnym   | 36:04.6 min | 2       | +8.3 s      | Valerio Checchi     |
| 17. | 2 marca      | 2008 | Lahti          | 15 km stylem klasycznym | 36:35.0 min | 2       | +20.6 s     | Lukáš Bauer         |

### FIS Marathon Cup

#### Miejsca w klasyfikacji generalnej
- sezon 2008/2009: 48.
- sezon 2009/2010: 31.

#### Miejsca na podium
| Nr | Dzień      | Rok  | Zawody      | Dystans               | Czas biegu  | Strata | Pozycja | Zwycięzca          |
| -- | ---------- | ---- | ----------- | --------------------- | ----------- | ------ | ------- | ------------------ |
| 1. | 13 grudnia | 2009 | La Sgambeda | 42 km stylem dowolnym | 1:38:08,3 h | +0,3 s | 3.      | Siergiej Szyriajew |